# Winnertzia betulicola
Winnertzia betulicola är en tvåvingeart som beskrevs av Boris Mamaev 1963. Winnertzia betulicola ingår i släktet Winnertzia och familjen gallmyggor. Inga underarter finns listade i Catalogue of Life.